# 2013年韓国サイバー攻撃
2013年3月20日、韓国の放送局3組織、銀行3組織、併せて6つの組織のコンピュータシステムが、サイバー攻撃が疑われる事態の中で同時に使えなくなり、銀行ATMやモバイル決済が影響を受けた
。
韓国においては3·20電算大乱とも呼ばれる。
コンピュータシステムに被害が生じた組織は、韓国放送公社（KBS）、文化放送（MBC）、YTN、農協、新韓銀行、済州銀行であった。
大韓民国放送通信委員会（KCC）は、サイバー攻撃についての警報レベルを5段階あるうちのレベル4（関心）からレベル3（注意）に引き上げた。2009年にあった同様の事態については北朝鮮の関与が疑われたので、今回の攻撃についても疑われた。
当初、韓国の当局は、農協の事例について中華人民共和国のIPアドレスと結びつけたため、北朝鮮による攻撃の疑いが高まった。インテリジェンスの専門家の間では「北朝鮮は、そのサイバー攻撃を隠すため恒常的に中華人民共和国のIPアドレスを使っている」と信じられているからである。しかし、その発信元IPアドレスは農協内のプライベートIPアドレスとして割り当てられていたものと判明した。
その後も北朝鮮の関与は疑われ続けている。

## 原因分析
この攻撃に使われたワイパー型マルウェアは、「DarkSeoul」などと呼ばれており、2012年に識別されたものである。
（別名：Trojan.Jokra
、Mal/EncPk-ACE、Win-Trojan/Agent.24576.JPF
 等）
このマルウェアは、韓国製のウイルス対策ソフトウェア（ハウリとアンラボ）を無力化する機能を備えている。
また、このマルウェアは、2013年3月20日午後2時になると、システムを破壊するように設計されていた。 
具体的に、Windows PCのハードディスクのMBR（Master Boot Record）などの領域を破壊して強制的に再起動させたので、OSが起動しない状態となった。
KISA（Korea Internet Security Agency）は、「パッチ管理システム（PMS）経由でマルウェアが配布された」と分析した
。